# Comuna Lemeșivka, Horodnea
Lemeșivka (în ucraineană Лемешівка) este o comună în raionul Horodnea, regiunea Cernihiv, Ucraina, formată din satele Lemeșivka (reședința) și Malcea.

## Demografie
Componența lingvistică a comunei Lemeșivka
     Ucraineană (98,77%)
     Rusă (1,07%)
     Alte limbi (0,15%)
Conform recensământului din 2001, majoritatea populației comunei Lemeșivka era vorbitoare de ucraineană (98,77%), existând în minoritate și vorbitori de rusă (1,07%).